# Isophellia sabulosa
Isophellia sabulosa is een zeeanemonensoort uit de familie Isophelliidae.
Isophellia sabulosa is voor het eerst wetenschappelijk beschreven door Carlgren in 1900.